# Fræna kommun
Fræna kommun (norska: Fræna kommune) var en kommun i landskapet Romsdal i Møre og Romsdal fylke i västra Norge. Kommunens centralort, tillika största tätort, var Elnesvågen, som är den näst största orten i Romsdal efter Molde.
Kommunen låg på nordsidan av den breda delen av södra Norge och har kust mot Atlanten åt nordväst samt gränsade till Eide och Gjemnes kommuner i öster, mot Molde kommun i söder och till Aukra kommun i väster.

## Historia
Platsen har sitt namn efter Frænfjorden. Betydelsen är oklar, men namnet kan komma från frænn (ljus, skinande). Fram till 1918 skrevs namnet Frænen.
1589 hette församlingen Vågøy och låg under Aukra prestegjeld (ungefär motsvarande pastorat). Genom en kunglig resolution den 22 september 1859 ombildades församlingen till Fræna prestegjeld, vilket 1880 delades in i Yttre och Inre Fræna.

### Administrativ historik
Fræna kommun grundades på 1830-talet samtidigt med flertalet andra norska kommuner.
1964 slogs Fræna kommun samman med Buds och Hustads kommuner.
Den 1 januari 2020 slogs kommunen samman med Eide kommun och Hustadvika kommun bildades.

## Geografi
Fræna kommun var att betrakta som en kust- och fjordkommun. Bland bergen i kommunen märks Jendemsfjellet (633 meter över havet), Talstadhesten, Heiane, Kvannfjellet och Tusten.

## Tätorter
- Bud
- Elnesvågen
- Malme
- Nerland
- Sylte
- Tornes

## Kända personer
- Anton Aure, (1884–1924), boksamlare och bibliograf
- Rolf Groven, (1943-), bildkonstnär
- Birger Hatlebakk (1912-1997) grundare av Glamox och Moxy Engineering
- Edvard Hoem, (1949-), författare, dramaturg, teaterchef
- Kenneth Kvalheim, (1977- ), fotbollsspelare (Moss FK)
- Ola Kvernberg, (1981-), violinist och jazzmusiker
- Anders Sandvig, (1862-1950), museigrundare, uppfinnare
- Trond Strande, (1970-), fotbollsspelare (Molde FK)
- Jim Svenøy, (1972-), OS-finalist i friidrott

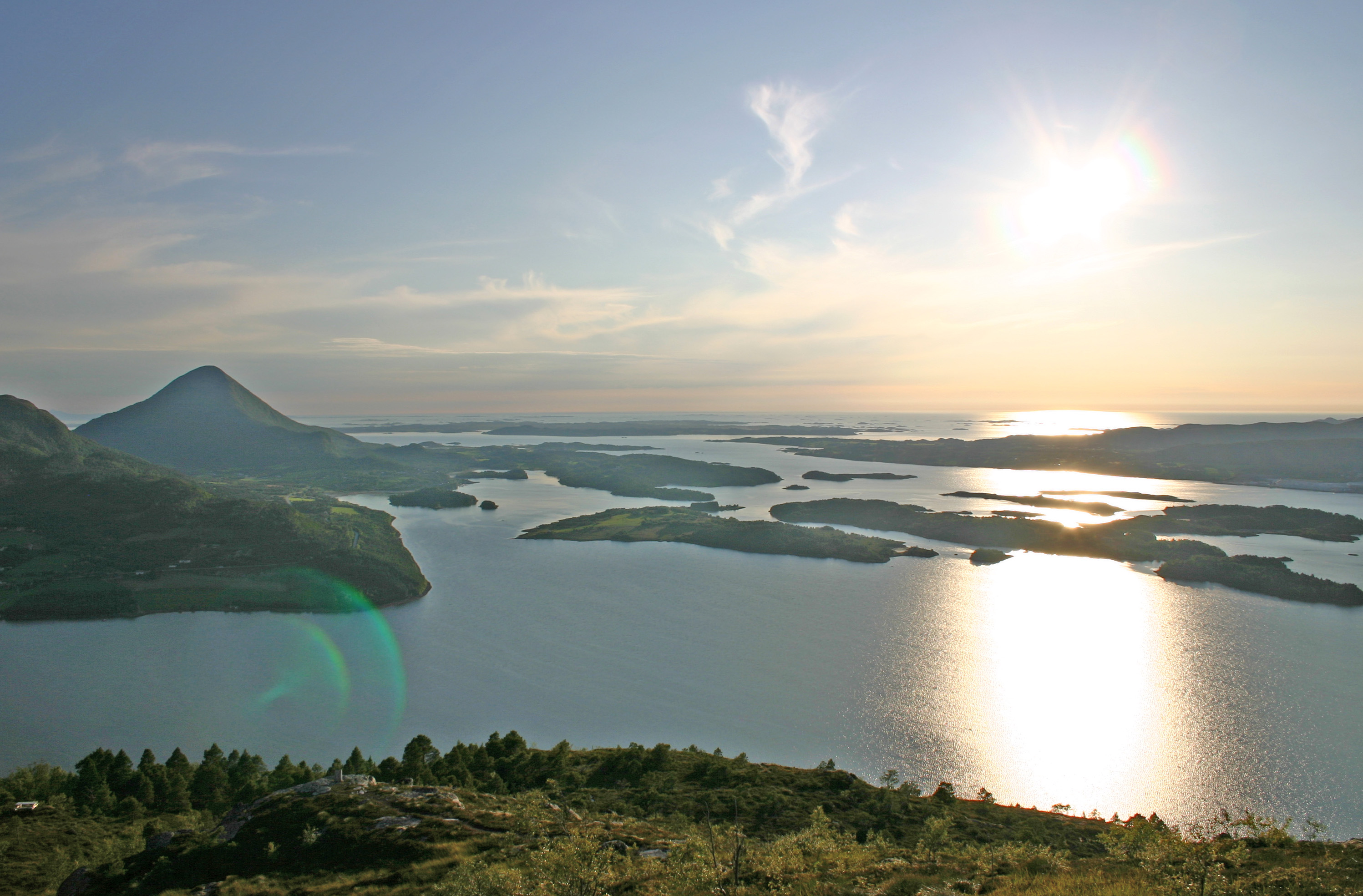
Fræna kommun låg på den norska atlantkusten.

- Jøran Kallmyr, (1978-), politiker